# Dodecaedru trunchiat parabiaugmentat
În geometrie un dodecaedru trunchiat parabiaugmentat este un poliedru convex construit prin augmentarea unui dodecaedru trunchiat (un poliedru arhimedic) cu două cupole pentagonale (J5) pe două din fețele sale decagonale opuse. Este poliedrul Johnson J69. Când două astfel de cupole sunt atașate la fețe laterale care nu sunt adiacente sau opuse, rezultatul este un dodecaedru trunchiat metabiaugmentat (J70).
Având 52 de fețe, este un pentacontadiedru.

## Mărimi asociate
Următoarele formule pentru arie, A, și volum, V, sunt stabilite pentru lungimea laturilor tuturor poligoanelor (care sunt regulate) a:
{\displaystyle A={\frac {1}{2}}\left(20+15{\sqrt {3}}+50{\sqrt {5+2{\sqrt {5}}}}+{\sqrt {5\left(5+2{\sqrt {5}}\right)}}\right)a^{2}\approx 103,373424~a^{2},}
{\displaystyle V={\frac {1}{12}}\left(515+251{\sqrt {5}}\right)a^{3}\approx 89,687755~a^{3}.}